# Marcel Besson (constructeur)
Pour les articles homonymes, voir Marcel Besson et Besson.
Marcel Besson, né le 6 août 1889 à Lyon, décédé à Paris le 17 août 1937, est un ingénieur naval français qui contribua au développement des hydravions militaires entre 1914 et la fin des années 1920. 
En septembre 1914, les marines britanniques et françaises concluent un accord pour la défense des ports et routes maritimes, les Français prenant en charge la Mer du Nord et la Méditerranée occidentale jusqu’à l’Égypte et la Grèce. Or le Service de l’Aviation maritime ne comptait que 25 avions et 14 pilotes à la déclaration de guerre. Estimant que l’aviation maritime ne dispose pas du matériel qu’elle mérite, Marcel Besson, qui a dessiné un monoplan canard construit en 1911 chez Louis Clément, se lance alors dans l’étude d’un hydravion à coque de combat. Il réalise un triplan biplace équipé d’un moteur Renault de 95 ch dont les essais débutent en février 1915 à Boulogne-sur-Seine mais qui est refusé en raison de performances insuffisantes. Un second appareil à moteur Renault de 150 ch est refusé à son tour, mais avec un Hispano-Suiza de 180 ch, il attire l’attention de la Marine, qui commande finalement 365 appareils à produire par Georges Lévy, Marcel Besson ne disposant pas d’usine. L'hydravion est donc désigné Lévy-Besson. 207 exemplaires seulement sont livrés à partir de mars 1918, trop tard pour participer à la guerre.
Marcel Besson ne se contente pas de concevoir des hydravions : il invente également un certain nombre de dispositifs visant à en améliorer l’efficacité. En 1916, il met au point pour la Marine un lance-bombes permettant d’accrocher les obus de 105 mm équipés d’ailettes, dit Bombe Type A, sur les flancs de la coque d’un hydravion. Le pilote largue le projectile situé à gauche et l’observateur, qui auparavant devait les lancer par-dessus bord, le projectile de droite. Il met aussi au point une tourelle pour hydravions, introduit en France l’usage de la mitrailleuse Colt à chargeurs rigides et, en 1918, invente la bombe planante en adaptant une aile sur un obus léger.  
La Première Guerre mondiale achevée, Marcel Besson poursuit le développement des hydravions à coque multiplans, s’intéressant exclusivement aux besoins de la Marine nationale. Il crée en 1918 à Paris la Société de constructions aéronautiques et navales Marcel Besson, dont les bureaux sont installés 5 rue Saint-Denis et les ateliers 17 bis rue Béranger à Paris et 18 rue des Abondances à Boulogne-sur-Seine. Tous seront transférés à Boulogne en 1919.
La Société de constructions aéronautiques et navales Marcel Besson est rachetée en 1929 par A.N.F. Les Mureaux, qui poursuit les programmes en cours, le dernier hydravion Marcel Besson construit étant le Marcel Besson MB-411, un petit hydravion d’observation démontable, embarqué sur le sous-marin Surcouf.
Marcel Besson était le frère de la soprano Isabelle Besson, alias Isa Jeynevald, professeur de chant à  Québec. 

## Avions Marcel Besson
- Lévy-Besson
- Marcel Besson MB-35
- Marcel Besson MB-411